# Parti national-socialiste des travailleurs
Le Parti national-socialiste des travailleurs (NSPA), puis Rassemblement socialiste suédois (Svensk socialistisk samling ou SSS) à partir de fin 1938, est un parti politique nazi suédois fondé en 1933 et dissous en 1945.
Sven Olov Lindholm crée officiellement le parti en janvier 1933 à la suite d'une sécession avec le parti national-socialiste suédois de Birger Furugård. Le NSAP agit initialement comme un simple miroir du Parti national-socialiste des travailleurs allemands, le journal officiel du parti répétant ce qui est dit dans l'Allemagne nazie et ayant des Jeunesses nordiques sur le modèle des Jeunesses hitlériennes (à une tout autre échelle toutefois). La croix gammée est également l'emblème du parti.
Le NSAP diffère malgré tout de son modèle allemand, notamment en plaçant l'anti-capitalisme au centre de sa rhétorique, ce qui fait que le parti est souvent qualifié de Strasseriste, tout en évitant de critiquer ouvertement Adolf Hitler. Ainsi, le parti change officiellement de nom le 23 octobre 1938 pour devenir le Rassemblement socialiste suédois (Svensk socialistisk samling ou SSS). Le symbole du parti, la croix gammée, est également remplacé par un symbole non lié au nazisme, un engrenage et marteau, et les chemises brunes du parti sont remplacées par des bleues.
Le frontmannaföreningen Sveaborg, une association regroupant des volontaires suédois nazis engagés dans la guerre de Continuation finlandaise, et des Waffen-SS comptent parmi les composantes du parti. Une partie des membres du SSS qui n'est pas des volontaires de guerre sont également membres de Sveaborg. Le parti fonde en outre des sections d'assaut (en suédois : Stormavdelning), sur le modèle des Sturmabteilung nazis.
L'organe de presse officiel du parti est en suédois : Den Svenske Nationalsocialisten (Le National-socialiste suédois) rebaptisé en 1939, en suédois : Den Svenske Folksocialisten (Le Socialiste populaire suédois). Ce nom est repris durant une partie des années 1990 et le début des années 2000 par un autre parti nazi — le Front national-socialiste — pour dénommer son journal Den Svenske Nationalsocialisten (sv) (Le National-socialiste suédois).
Le Rassemblement socialiste suédois est l'un des premiers partis négationnistes, défendant cette thèse dès mai 1945 via son journal, en suédois : Den Svenske Nationalsocialisten.
La popularité du parti va inexorablement décroître pendant la Seconde Guerre mondiale et le SSS finit par être dissous en 1945.